# Малая Горожанна
Малая Горожанна (укр. Мала Горожанна) — село в Николаевской городской общине Стрыйского района Львовской области Украины.
Население по переписи 2001 года составляло 672 человека. Занимает площадь 1,1 км². Почтовый индекс — 81621. Телефонный код — 3241.